# Határidős ügylet

## Fogalma
a) A tőzsdén kívüli határidős ügylet olyan szerződés, amely egy eszköznek egy most kialkudott áron való jövőbeli adásvételére szól.
b) A tőzsdei határidős ügylet a tőzsdén kívülivel nagyban megegyező, de attól a szabványosításban és a napi elszámolási kötelezettségben különböző ügylet.

## Az ügylet alap mechanizmusa
A úgynevezett hosszú pozícióban lévő megbízó az ügyletben meghatározott termék (áru, értékpapír stb.) megvásárlására kötelezett, míg a rövid pozícióban lévő megbízónak a megadott határidőben le kell szállítania az árut. Ha az eszköz piaci ára a határidő bekövetkeztekor (lejárat) nagyobb, mint a kialkudott (határidős) ár, akkor a hosszú pozícióban lévő profitál abból, hogy az ügyletben már megállapított, alacsonyabb áron tudja megvenni a terméket.
Ha az ügylet tőzsdén kívüli, akkor pénzmozgás, fizetési kötelezettség csak az ügylet lejáratakor van. Ha az ügylet tőzsdei, akkor napi elszámolási kötelezettség van, amely azt jelenti, hogy mindennap kiszámítják a felek nyereségét vagy veszteségét, amelyet egy számlán nyilvántartanak. Amennyiben a veszteség bizonyos mérték feletti, akkor annak fedezetére pénzletétet is kell alkalmazni, amelyet visszafizetnek, ha az éppen kiszámított napi veszteség már a megállapított határon belülre kerül.
Fontos különbség még, hogy a tőzsdei határidős ügyletek szabványosítottak, amely azt jelenti, hogy a tőzsdék az ügylet méretét, a leszállítható termék minőségét, a teljesítés időpontját és helyét előre meghatározzák, a megbízóknak csak az árban kell megállapodniuk. Ennek előnye, hogy a partnert nem önmagunknak kell megkeresni, hanem a tőzsdén keresztül, az adott ügyletre jelentkező más piaci szereplők közül választják ki. Ebben az esetben az ún. elszámolóház a felek között közvetítőként tevékenykedik, a megbízóknak nem kell törődniük az ügylet másik oldalán álló fél teljesítésével.

## Használata
A határidős ügyleteket spekulációra vagy fedezeti célra lehet használni. Fontos momentum, hogy a határidős ügylet a megállapodó felek között mindig zérus összegű játék, vagyis, amit az egyik fél nyer, azt a másik elveszíti.

### Spekuláció
A spekuláns az eszköz lejáratkori árára fogad, akár rövid, akár hosszú oldalon. Ha fogadása sikeres, akkor
- ha rövid oldalon volt, a terméket lejáratkor olcsóbban veszi meg a piacon, mint a megállapodott határidős ár, vagyis a hosszú oldalon lévő vevője többet fizet neki érte;
- ha hosszú oldalon volt, akkor a terméket olcsóbban veszi meg a kialkudott határidős áron, mint ahogy az aktuális piaci áron éppen megvehetné a határidő bekövetkeztekor.

Ellenkező esetben fogadása nem volt sikeres, vagyis veszít.

### Fedezeti ügylet
A fedezeti ügyletet kötők 
- vagy egy már meglévő termékük árát szeretnék a jövőre nézve bebiztosítani: ekkor rövid pozícióban kötnek ügyletet;
- vagy egy a jövőben biztosan megvenni kívánt termék árfolyam változásából fakadó bizonytalanság ellen kívánják bebiztosítani magukat: hosszú pozícióban kötött ügylettel.

A fedezeti ügylet irányulhat a nyereség adott szinten történő stabilizálására, vagy a veszteség további növekedésének megakadályozására is.

## Tőzsdén kívüli és tőzsdei árak

### Tőzsdén kívüli határidős árak
- Értékpapírok

Az értékpapírok tőzsdén kívüli határidős ára
{\displaystyle F=S_{0}e^{rT}-\sum _{i=1}^{N}D_{i}e^{r(T-t_{i})}\,}
ahol
F a T időpontban fizetendő határidős ár
ex az exponenciális függvény
r a kockázatmentes kamatláb (folytonos kamatszámítással)
{\displaystyle S_{0}} az alaptermék azonnali ára (vagyis amennyibe a 0 időpontban kerül)
{\displaystyle D_{i}} az az osztalék, vagy kamat, amit biztosan kifizetnek {\displaystyle t_{i}} időpontban, ahol {\displaystyle 0<t_{i}<T.}
- Devizák

A devizák határidős ára
{\displaystyle F=S_{0}e^{(r-q)T}}
ahol
F a T időpontban fizetendő határidős ár
ex az exponenciális függvény
r az egyik deviza kockázatmentes kamatlába (folytonos kamatszámítással)
q a másik deviza kockázatmentes kamatlába (folytonos kamatszámítással)
{\displaystyle S_{0}} az alaptermék azonnali ára (vagyis amennyibe a 0 időpontban kerül)
- Áruk

Az áruk határidős ára
{\displaystyle F=S_{0}e^{(r+c-y)T}}
ahol
F a T időpontban fizetendő határidős ár
ex az exponenciális függvény
r a kockázatmentes kamatláb (folytonos kamatszámítással)
y a kényelmi hozam (folytonos kamatszámítással)
c a tárolási költség (folytonos kamatszámítással)
{\displaystyle S_{0}} az alaptermék azonnali ára (vagyis amennyibe a 0 időpontban kerül)
A nemesfémek kényelmi hozama nullának tekinthető, egyéb áruknál időben változó mértékű (negatív is lehet). A kényelmi hozam azt a nem befektetési hozamot fejezi ki, amit az áru birtoklása a tulajdonosnak jelent (például annak a lehetőségét, hogy az áruból gyártani lehet valamit, amit el lehet adni).

### Tőzsdei határidős árak
Belátható, hogy ha az alaptermék relatív árváltozásai és a kamatláb között nincs korreláció, akkor a tőzsdei és tőzsdén kívüli határidős árak megegyeznek.

## Külső hivatkozások
- Az amerikai pénzügyi felügyelet – a spekuláció letörése érdekében – 2008. szeptember 19-én 779 részvénynél betiltotta a határidős ügyleteket (index.hu híre) (az eredeti hír angolul)